# Guerra lusitana
Conhece-se como guerra lusitana, também chamada purinos polemos (que significa a "guerra fera"), o conflito armado entre a República Romana e umas tribos da Hispânia Ulterior conhecidas como os lusitanos, que foi travada em 155 a.C. - 139 a.C. Os lusitanos rebelaram-se contra Roma em duas ocasiões (155 a.C. e 146 a.C.), mas ao final os romanos impuseram a pax romana.

## História
Em 194 a.C., estouraram as hostilidades entre os romanos e os lusitanos. Em 190 a.C. Lúcio Emílio Paulo enfrentou-se aos lusitanos e, após ser inicialmente derrotado e perder 6000 dos seus homens, finalmente impôs-se e matou 30 000 guerreiros (segundo Plutarco). No ano seguinte Públio Júnio Bruto derrotou e matou 18 000 lusitanos e capturou 2300 mais. O seu sucessor como pretor da província Ulterior (188 a.C.-186 a.C.), no início do seu governo atacou os lusitanos e assediou Asta Regia, matando 6000 pessoas.
Em 179 a.C., os romanos tiveram sucesso na pacificação da zona e assinaram um tratado de paz. Contudo, em 155 a.C., uma grande revolta chefiada por um líder tribal chamado "Púnico", que se aliara com os vetões, açoitou a região.
Após a morte de Púnico, Césaro assumiu o liderado da revolta. Entre 154 a.C. a 153 a.C. o pretor Lúcio Múmio combateu com 15 000 legionários e, após várias derrotas iniciais nas quais perdeu 6000 homens finalmente teve sucesso e até foi honrado pouco depois com um triunfo.
O pretor Sérvio Sulpício Galba e o procônsul Lúcio Licínio Lúculo chegaram em 151 a.C. e procederam a subjugar a população local. Contudo, os lusitanos causaram mais de 7000 baixas em combate, obrigando-os a retirar-se aos seus quartéis de Inverno em Conistorgis, no território dos cuneus, com os 20 000 homens que lhes restavam. Então Galba convidou os líderes lusitanos a umas "negociações de paz" (150 a.C.) atraíndo mais de 30 000 desarmados, e matou-os ali mesmo, massacrando 8000 ou 9000 e vendeu como escravos outros 20 000, incluindo mulheres e crianças. Terminando pouco elegantemente esta fase da guerra. Por outro lado, Lúcio Licínio Lúculo após atacar os váceos e matar 4000 guerreiros, retirou-se para a Turdetânia a passar o inverno. Aí aconteceu que um exército de iberos planeava cruzar as Colunas de Hércules e atacar os aliados de Roma na África, como já fizeram com sucesso os lusitanos em 153 a.C., Lúculo interveio antes de embarcarem e massacrou 15 000 deles.
Em 147 a.C. chegou com reforços Caio Tetílio ou Vetílio, somando 10 000 soldados romanos na zona.

## Viriato

Em 146 a.C., os lusitanos encontraram um novo líder. Este líder, chamado Viriato, foi ganhando renome entre os romanos como um grande chefe de guerrilhas. Reunindo perto de 6000 guerreiros. Tetílio lançou uma ofensiva contra os nativos, que foi respondida por uma campanha de guerrilhas enquanto os romanos avançavam pelo interior do território inimigo, acreditando que perseguiam Viriato, até finalmente serem emboscados num desfiladeiro da atual Serrania de Ronda falecendo ou sendo capturados 4000 romanos e escapando o resto. Vetílio não sobreviveu. Os romanos sobreviventes foram reforçados por 5000 belos e titos, lançando outra ofensiva que também terminou num desastre, falecendo a maioria dos celtiberos aliados, tendo de refugiar-se em Carteia aguardando reforços.
Viriato e os seus aproveitaram a inatividade do inimigo vencido e tomaram a iniciativa, entrando na Carpetânia e no vale do rio Bétis, regiões que devastaram. Enquanto o sucessor de Tetílio, o pretor Caio Pláucio ficou no comando da Ulterior com 10 000 infantes e 1300 ginetes, que de imediato lançou uma ofensiva para capturar o caudilho lusitano na Carpetânia, Viriato recorreu novamente às táticas da guerrilha e causou mais de 4000 baixas nos romanos.
Em 145 a.C., o general Quinto Fábio Máximo Emiliano com 30 000 soldados (17 000 recentemente recrutados) realizou uma campanha com sucesso contra os lusitanos, mas falhou no seu objetivo de arrestar Viriato. Em 143 a.C., Viriato formou uma coligação contra os romanos com várias tribos celtiberas. Entre 141 a.C. e 140 a.C. Fábio Máximo seguiu a sua campanha com duas legiões romanas e auxiliares, 18 000 infantes e 1600 ginetes. Viriato derrotou-os, matando 3000 romanos. O general romano, porém, teve sucesso ao enfrentar os chefes lusitanos Cúrio e Apuleio, numa batalha aberta, destruindo as suas forças e capturados 10 000 dos seus homens.
Sexto Júnio Bruto, enquanto intentava capturar Viriato, observou que as cidades da Lusitânia eram defendidas por mulheres guerreiras.
Em 139 a.C., Viriato foi finalmente assassinado enquanto dormia por três dos seus companheiros, Audax, Ditalco e Minuro, que foram enviados como emissários a Roma e subornados por Marco Popílio Lenas.
Durante 61 e 60 a.C. o propretor Caio Júlio César com um exército de 20 coortes (cerca de 10 000 homens) e 5000 auxiliares locais submeteu definitivamente os lusitanos.